# 革命軍
《革命軍》，原名《革命軍馬前卒》。書名:5292。由上海大同書局印行。清末鄒容著:5292。以西方革命理論為主要武器，從正面闡述革命的正義性和必要性，宣傳革命排滿和民主共和是它的主旋律。一冊，共7章、2萬餘字:5292。

## 簡介
1903年（光緒二十九年）5月30日在上海出版:5292。《革命軍》一書風行海內外，暢銷一百餘萬冊，是清末革命書刊中流傳最廣的，對散播革命思想有很大貢獻。作者以通俗淺近之文字，宣傳推翻清朝統治，反對外國侵略，主張建立獨立自主之「中華共和國」:5292。是中国近代史上第一部系统地宣传革命、主张建立民主共和国的著作。

## 影響
刊行後，流傳很廣，銷數逾百萬冊；促進中國民主主義革命運動:5292。蔣中正、胡適在青少年時期都曾閱讀過此書。
與章太炎的名著《駁康有為論革命書》同時出版，兩書曾合在一起刊行，稱《章鄒合刊》，此二書是當時宣傳辛亥革命最有力的著作之一。

## 評價
2011年國立政治大學歷史學系教授楊瑞松指出，從學術研究和思想文化中的探究角度而言，《革命軍》可謂只是出自於一位熱血青年的未成熟之作，其中所提到的思想觀點大多缺乏原創性，甚至有明顯的轉借拼貼之斧鑿痕跡。鄒容在挪用其他思想家的過程中並未照單全收，除了有意地刪減若干論點外，其論述的主要用意仍是要明確界定所謂漢族和滿洲人的敵我分明界線。他亦指出，對於許多閱讀《革命軍》的讀者而言，該書最大的吸引人之處正是其鮮明的排滿言論和仇滿意識。

## 外部連結
- 《革命軍》全文 （页面存档备份，存于）